# Злочеста Кръстинка
„Злочеста Кръстинка“ е втората повест на Илия Блъсков, издадена през 1870 година в Русе. Повестта е с подзаглавие „Повест народно-българска“. Състои се от 25 глави.
Докато в първата си повест – „Изгубена Станка“ – Блъсков разгръща мотива за нещастната фамилия чрез съдбата на отвлечената девойка, то в „Злочеста Кръстинка“ този мотив е показан чрез страданията на едно семейство, изоставено от своя баща (Лулчо). Именно поведението на бащата се оказва определящо за живота на фамилията.
Повестта съдържа и критика на гръцкото духовенство в контекста на актуалната по това време борба за самостоятелна българска църква.